# Токарев, Тимофей Васильевич
Тимофей Васильевич Токарев (1869 — 1942, Керчь, Крымская АССР) — городской голова Керчи при власти ВСЮР в 1919 году и городской голова (бургомистр) во время первой немецкой оккупации Керчи в ноябре-декабре 1941 года. Коллаборационист. В ходе Керченско-Феодосийской операции не успел сбежать, захвачен в Керчи, судим за измену Родине и расстрелян.

## Биография

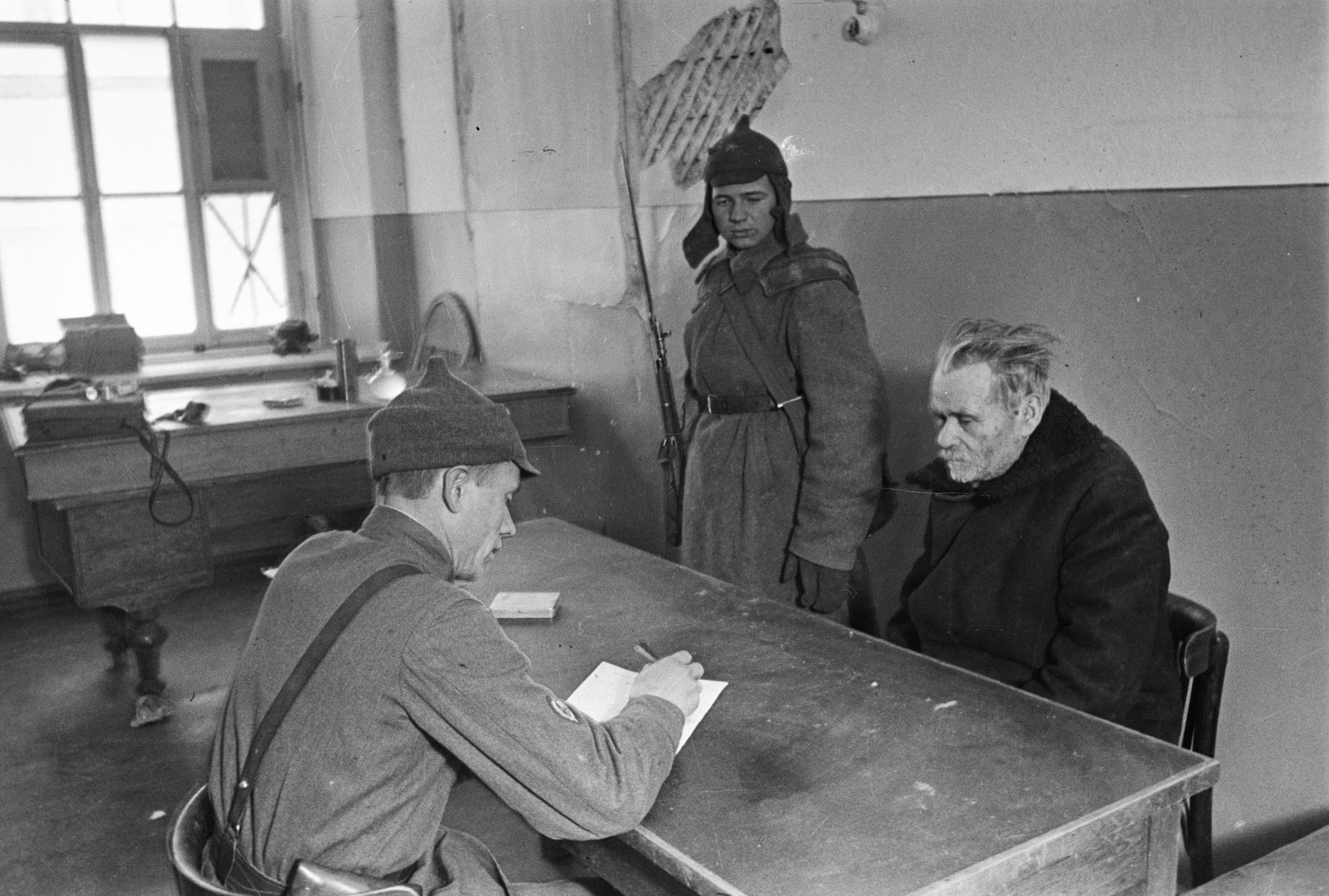
«Допрос предателя» фото Е. А. Халдея,Керчь, январь 1942

Родился в 1869 году. В 1919 году при власти ВСЮР был городским головой Керчи. Выжил во время красного террора в Крыму. Во время Советской власти был лишенцем. В ноябре 1941 года немцы, занявшие после эвакуации 51-й армии Керчь, предложили 72-летнему Токареву должность городского головы. На своём посту составлял списки врагов оккупационного режима, организовывал перепись евреев, позднее расстрелянных в Багеровском рву. Проводил изъятие у керчан «излишков» продуктов для немецкой армии. После советского десанта в ходе Керченско-Феодосийской операции не успел сбежать, был пойман, допрошен, судим и расстрелян.
Допросы вёл следователь НКВД Жданов. Покадровое описание сюжета кинохроники: «Вот строчки из дневника предателя, где как в капле воды отражается его „деятельность“:
- о теплой одежде для немцев
- закрыть катакомбы путем замуровывания
- что делать с евреями и крымчаками».
Руководитель керченского подполья И. А. Козлов писал:

На третий день после освобождения города пионеры обнаружили в какой-то квартире под кроватью немецкого городского голову Токарева. Он был арестован. При обыске у него нашли чемодан награбленных ценностей: золотые часы, бриллианты, золотые брошки. Были пойманы и члены управы. Из допроса арестованных выяснилось, что 29 декабря, в день бегства немцев, комендант города предоставил одну грузовую и одну легковую машину „для эвакуации господ из управы и полиции“. Но так как „господ и их домочадцев“ оказалось гораздо больше, чем могли вместить эти две машины, и каждый хотел обязательно захватить с собой награбленное добро, то они передрались между собой и в конце концов решили погрузить на машины вещи, детей, а самим итти пешком. Когда они выбрались было за город, немцы отобрали у них машины с вещами, сняли с них теплую одежду, избили их самих, а некоторых расстреляли. Уцелевшие бежали обратно в город.. .. Вскоре в городе был организован открытый судебный процесс, и все предатели и изменники родины понесли заслуженную кару.

### Освещение процесса
Поскольку в 1941 — начале 1942 года освобождение относительно крупных городов, таких как Феодосия и Керчь, было редкостью, как и захват пособников немецких оккупантов, то освещению ареста и суда над бургомистрами Феодосии В. Ф. Грузиновым и Керчи Т. В. Токаревым советская пропаганда придавала большое значение. Эти события независимо друг от друга освещали корреспондент Известий и Красной звезды К. М. Симонов, фотокорреспондент ТАСС Е. А. Халдей, кинобригада сектора кинохроники Тбилисской киностудии в составе режиссера Митрофанова В. С., оператора Арзуманова Л. Ш., ассистента оператора Килосанидзе В. В. при старшем политруке Политуправления Крымского фронта Моисееве П. М. которая снимала в городе Керчи с 29 января по 8 февраля 1942 года. Кроме фото- и кинохронике вышло несколько статей в центральной и фронтовой печати.